# Ringsted Kaserne
Ringsted Kaserne var en dansk kaserne for artilleriet indviet den 15. august 1914 og nedlagt som følge af Forsvarsforliget 1999.
Kasernens bygninger er opført 1913-1914 af arkitekterne S. Knudsen-Petersen, Olaf Petri og Svend Sinding. Anledningen var Hærloven af 1909, der medførte etableringen af en række nye kaserneanlæg på Sjælland.
Under Danmarks besættelse havde tyskerne indtaget kasernen.
I 1952 blev Artilleriets Befalingsmandsskole overført til Ringsted fra den tidligere placering i Holbæk, og der blev starten på forskellige nybyggerier på kasernen.
I 1974 var det slut med de store styrker på kasernen, idet den blev hjemsted for 1. Sjællandske Brigade og i 1978 desuden for Østre Landsdelskommando, som begge primært bestod af officerer og kontorpersonel. Fra at være en kaserne med mange soldater blev den dermed omdannet til et regionalt administrativt centrum, dog fortsat med soldater fra stående styrke bl.a. støtteenheder til hhv ELK (EKKMP) og 1 SBDE (4 STKMP) .
I 1999 besluttede et flertal i Folketinget at nedlægge Ringsted Kaserne. Den stedlige hjemmeværnsregion forbliver dog i hovedbygningen.
Den 1. maj 2001 blev kasernen købt af Ringsted Kommune, som nu er i gang med at byudvikle kaserneområdet.
I dag har ejendommene på Ringsted Kaserne forskellige formål, såsom administration, kontor, blandet bolig og erhverv m.m. hvoraf nogle af bygningerne er til salg.